# Еден Рок (Каљари)
Еден Рок је насеље у Италији у округу Каљари, региону Сардинија.
Према процени из 2011. у насељу је живело 24 становника. Насеље се налази на надморској висини од 90 м.